# SV Werder Bremen (kvinder)
SV Werder Bremen Frauen er SV Werder Bremen's kvindehold, der pr. 2017 konkurrerer i Bundesligaen. I 2014–15 rykkede holdet op i Bundesligaen, efterfølgende sæson rykkede de ned igen og i 2016-17 rykkede holdet igen op fra 2. Bundesliga til Bundesligaen.